# كريستين كيمب
كريستين كيمب (بالإنجليزية: Kirsten Kemp)‏ هي ممثلة أمريكية، ولدت في 27 أغسطس 1970 في لندن في المملكة المتحدة.

## وصلات خارجية
- كريستين كيمب على موقع IMDb (الإنجليزية)
- كريستين كيمب على موقع قاعدة بيانات الفيلم (الإنجليزية)